# Pierre Weisenhorn
Pierre Weisenhorn, né à Altkirch (Haut-Rhin) le 21 juin 1924 et décédé le 9 juillet 2014 dans la même ville, est un homme politique français.

## Détail des fonctions et des mandats
Mandats parlementaires
- 11 mars 1973 - 2 avril 1978 : Député de la 3e circonscription du Haut-Rhin
- 19 mars 1978 - 22 mai 1981 : Député de la 3e circonscription du Haut-Rhin
- 21 juin 1981 - 1er avril 1986 : Député de la 3e circonscription du Haut-Rhin
- 16 mars 1986 - 14 mai 1988 : Député du Haut-Rhin

Mandats et fonctions locales
- 1977 - 1995 : Président du district du secteur d'Illfurth
- 1977 - 1995 : Président de l'Association des maires du Sundgau
- 20 mars 1977 - 18 juin 1995 : Maire d'Illfurth

## Publications
- De la Wehrmacht à l'Assemblée nationale : 1939-1945 : souvenirs de la période non-dite d'Alsace et de Moselle et des 50 années qui ont suivi, Walheim, 1997